# Étoile jaune
Pour les articles homonymes, voir Étoile (homonymie).

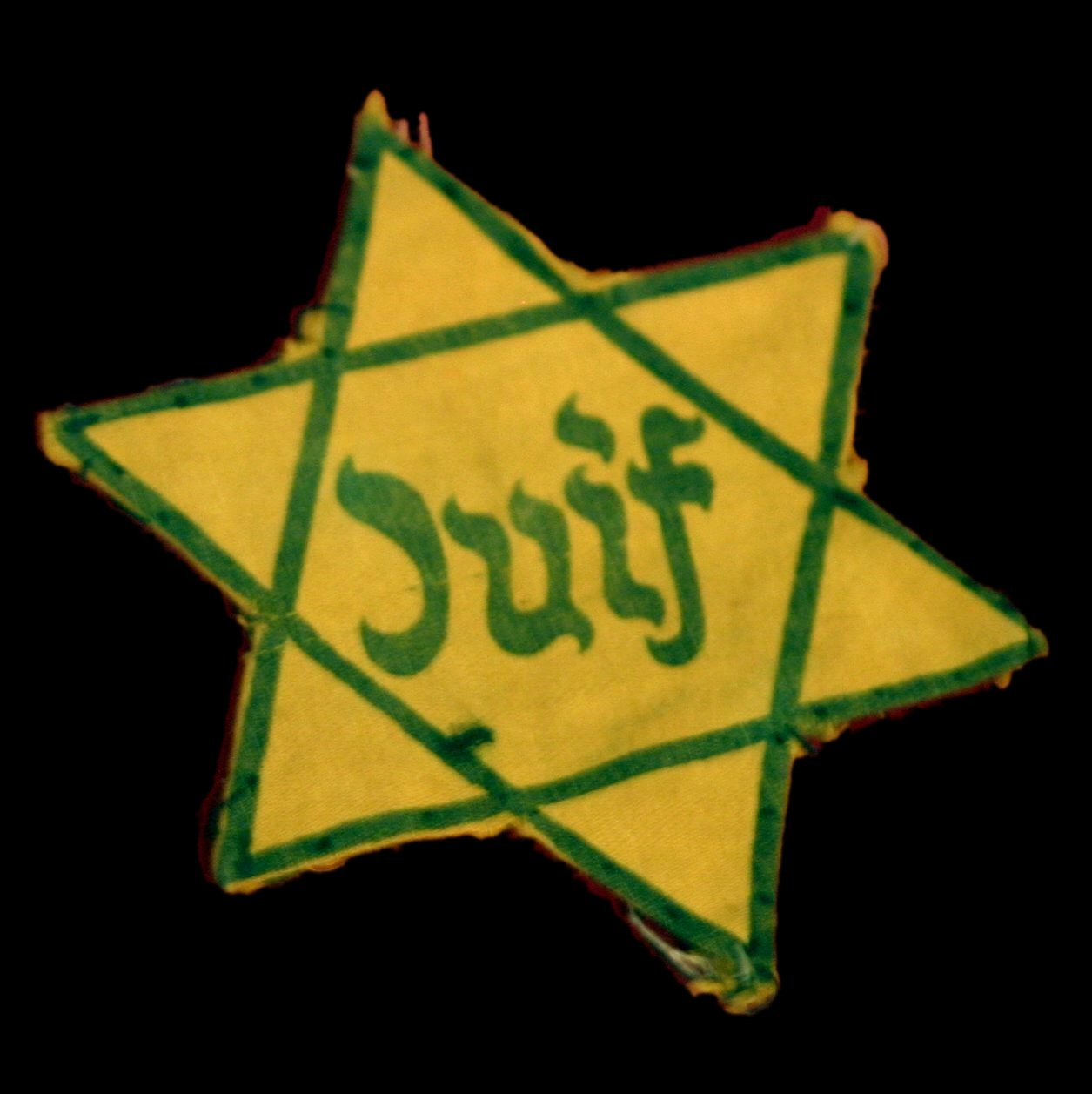
Modèle utilisé en France.

L’étoile jaune (allemand : Judenstern « étoile des Juifs », hébreu : הטלאי הצהוב hatlaï hatsahov « le chiffon jaune ») est un dispositif de discrimination et de marquage imposé par l’Allemagne nazie aux Juifs résidant dans les zones conquises au cours de la Seconde Guerre mondiale, avec peu d’exemptions.

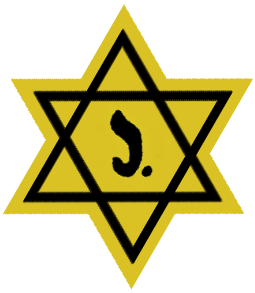
Modèle utilisé en Belgique.

Pièce de tissu en forme d’étoile de David, de couleur jaune comme son ancêtre la rouelle, et portant généralement l’appellation locale (Jude en Allemagne, Juif en France, Jood aux Pays-Bas, « J » pour Jood/Juif en Belgique, « HŽ » en Slovaquie, etc.) en caractères imitant la calligraphie hébraïque, elle devait être cousue sur les vêtements de façon inamovible, en évidence, soit sur le côté gauche, soit à l'avant et à l'arrière, selon les directives locales. Le refus d’arborer ce dispositif qui rendait les Juifs identifiables en tant que tels a permis la sauvegarde de quelques-uns mais il entraînait la déportation immédiate s'il était découvert.

## Histoire

### Dispositifs de marquage des Juifs au cours de l’histoire

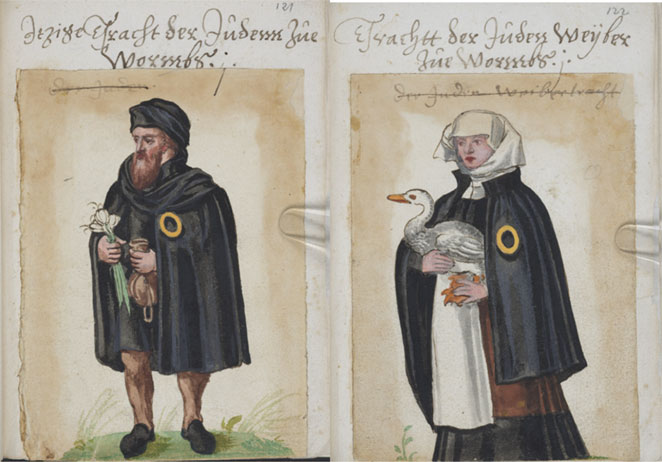
Couple juif de Worms, portant la rouelle jaune obligatoire. L'homme tient une bourse d'argent et des bulbes d'ail, souvent utilisés dans la représentation des Juifs.

L’étoile jaune renoue avec la tradition des marques d’infamie imposées aux Juifs au cours des siècles.
La première semble avoir été conçue par le calife omeyyade ʿUmar II pour honorer les sujets non musulmans qui s’acquittent des taxes (djizia) qui leur sont imposées en vertu de la dhimma mais elles sont bientôt imposées à l’ensemble des dhimmis avec d’autres signes de disgrâce. Au IXe siècle, le calife abbasside Jafar al-Mutawakkil (847-861) oblige les non-musulmans à peindre sur leurs demeures des singes (pour les juifs) et des porcs (pour les chrétiens). Vers la même époque au Maghreb, le cadi Ahmed ben Tâlib oblige les dhimmis de Kairouan à porter sur l’épaule un morceau d’étoffe de couleur blanche portant l’image d’un singe pour les juifs et celle d’un porc pour les chrétiens ; ils sont tenus d'accrocher les mêmes images sur leurs portes.

Selon un document du XIIe siècle conservé dans une gueniza, obligation était faite aux Juifs de Bagdad de porter : 

« deux insignes, l’un sur le turban et l’autre sur le col. De plus, chaque Juif doit accrocher autour du cou une pièce de plomb comportant le mot Dhimmi. Il doit aussi porter une ceinture autour de sa taille. Les femmes doivent porter une chaussure rouge et une chaussure noire, ainsi qu’une clochette à leurs cols ou chaussures »

 Au XIXe siècle encore à Jérusalem, les Juifs avaient pour signe distinctif le turban bleu.
Apparemment importée en Europe occidentale par les croisés, la marque d’infamie, la rouelle, est imposée aux Juifs et Sarrasins par le concile du Latran de 1215, officiellement afin de limiter les rapports sexuels « accidentels » entre chrétiens et femmes juives ou sarrasines.
L'étoile jaune est instaurée au XVIe siècle à Prague.

### Instauration de l'étoile jaune par les nazis

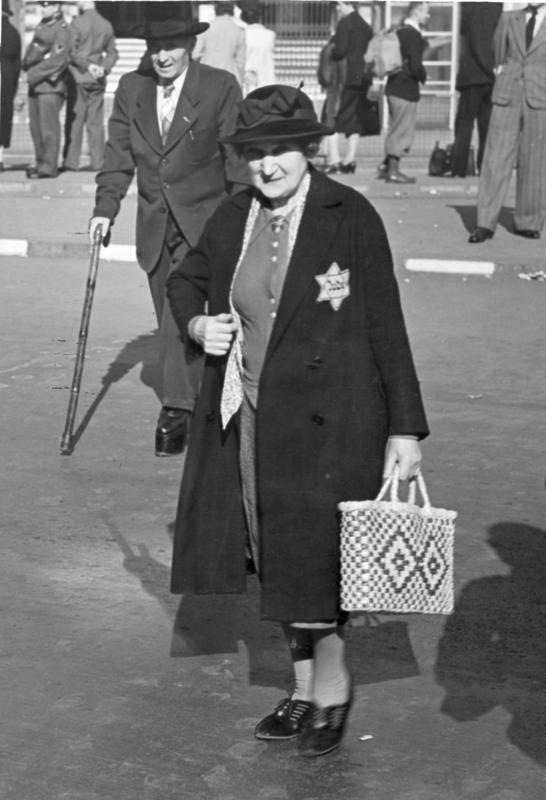
Une dame âgée portant l’étoile jaune à Berlin en 1941.

Dans le Troisième Reich, l'étoile jaune est mise en place par un décret du 1er septembre 1941 (Polizeiverordnung über die Kennzeichnung der Juden, littéralement « Règlement de police relatif à l'identification des Juifs »), signé par Reinhard Heydrich, alors à la tête de l’Office central de la sûreté du Reich. Tous les Juifs âgés de plus de 6 ans doivent alors la porter de manière bien visible chaque fois qu'ils se montrent en public, sans quoi ils s'exposent, même par négligence, à une amende ou de la détention.

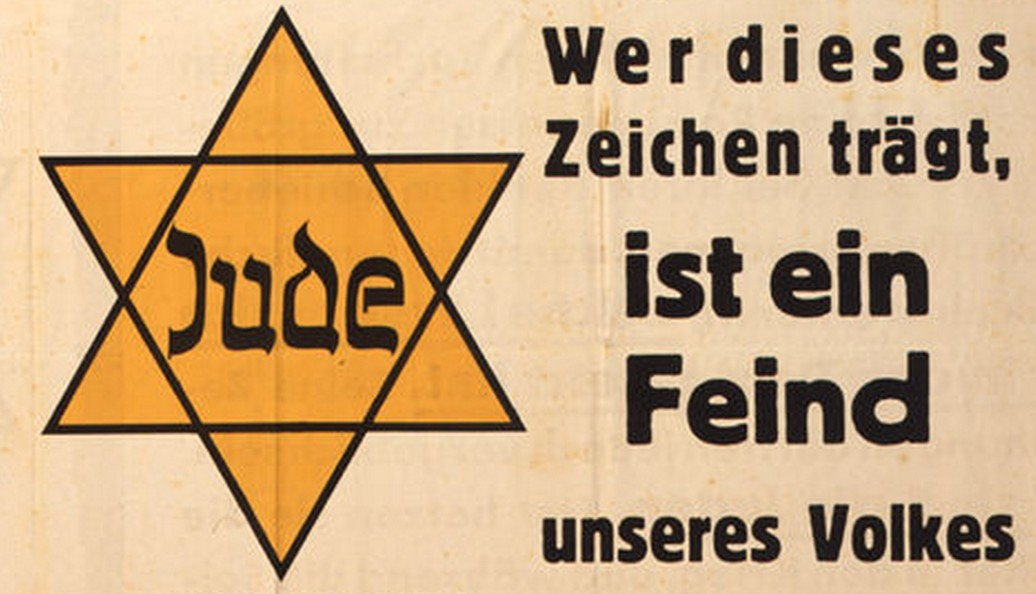
« Celui qui porte ce signe est un ennemi de notre peuple », ', 1er juillet 1942.

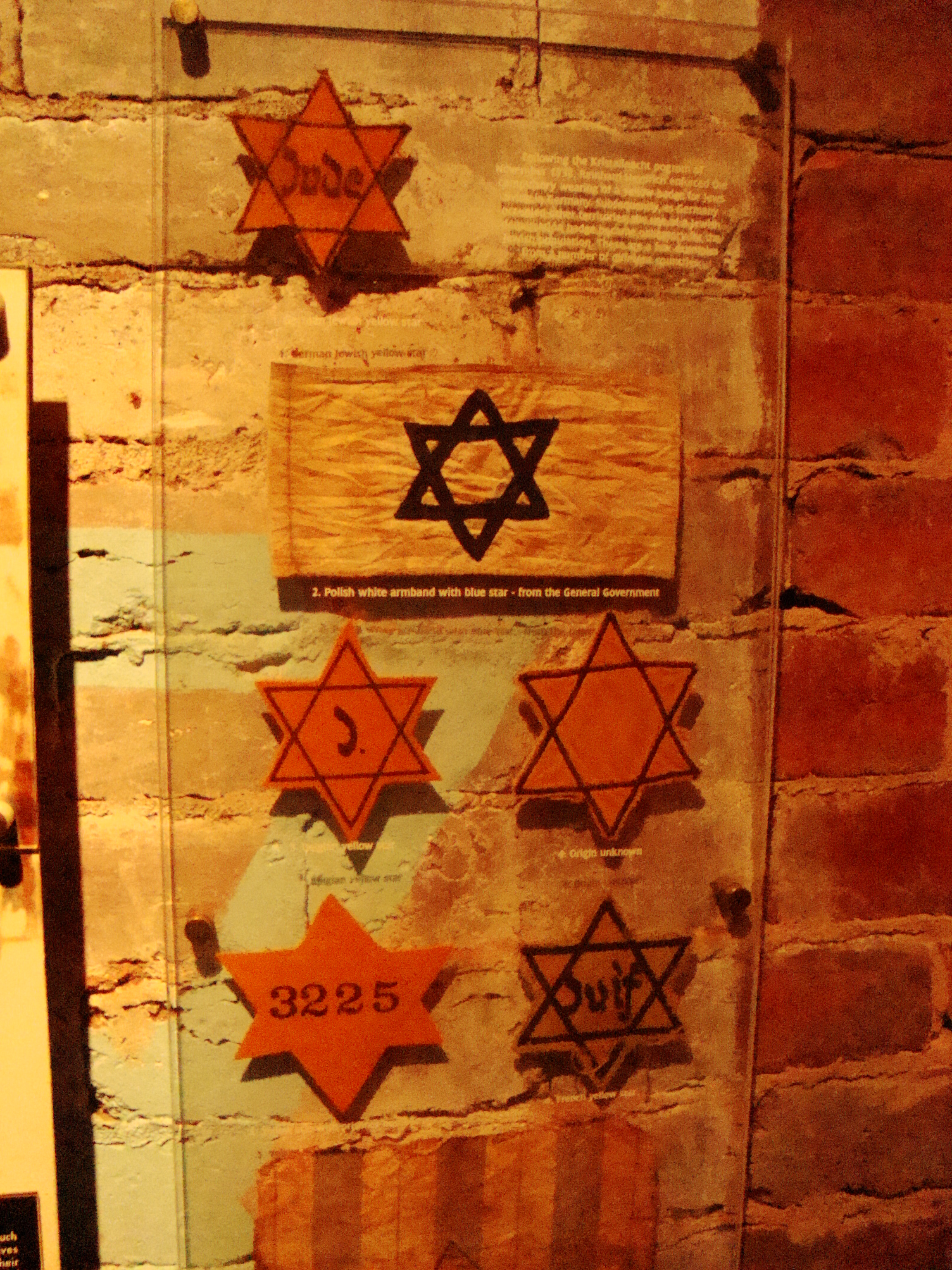
Étoiles de David provenant de différents camps de concentration, Beth Shalom Holocaust Memorial Centre.

Auparavant, en novembre 1938, le correspondant en Allemagne du quotidien britannique The Daily Telegraph, signale que des plaques spéciales sont déjà apparues sur les portes de médecins juifs. De couleur bleu clair, ces plaques portent au coin à gauche une étoile de David de couleur jaune et l'inscription « Autorisé seulement à soigner des malades juifs ».
Dans sa finalité, l'étoile se veut une adaptation du principe de la rouelle de 1215 dont elle reprend la couleur, le jaune, symbole de trahison ou de folie aux yeux des chrétiens du Moyen Âge.

### Vichy - Statut des Juifs en France
En zone libre, le gouvernement de Vichy a refusé le port de l'étoile jaune et il n'y a jamais été édicté.
Le port obligatoire de l'étoile jaune en zone occupée a été imposé par la 8e ordonnance allemande du 29 mai 1942. La Rafle du Vélodrome d'Hiver y a été faite le 16 juillet 1942, le premier convoi de France pour Auschwitz date du 27 mars 1942. 
En France, il ne marque pas le début de la discrimination, le premier acte officiel en zone libre est la loi portant statut des Juifs du 3 octobre 1940 (suivie par la loi du 2 juin 1941 remplaçant la loi du 3 octobre 1940 portant statut des Juifs), une des lois sur le statut des Juifs prises par le régime de Vichy. 
Le port obligatoire de l'étoile jaune est le début de l'affichage au grand jour de la politique d'antisémitisme et d'une prise de conscience de celle-ci par un public qui pouvait jusqu'alors feindre de l'ignorer.

### En France: la8eordonnanceallemande
Le gouvernement de Vichy n'est pas favorable à cette mesure. En janvier 1942, François Darlan fait savoir au commandement militaire allemand qu'il s'oppose au port d'un insigne distinctif qui choquerait l'opinion publique,.
Prescrit par la 8e ordonnance allemande datée du 29 mai 1942 – publique le 1er juin –, le port de l’étoile, que de nombreuses rumeurs évoquaient depuis un an, est rendu obligatoire à compter du dimanche 7 juin 1942,.
Dès le 4 mai 1942, la direction des établissements Barbet, Massin et Popelin, sis au 3 de la rue Saint-Fiacre à Paris, tient à la disposition de Dannecker 5 000 m2 de tissu. Le lendemain, celle des fonderies Deberny et Peignot remet à Dannecker les premiers clichés de l’étoile. Une première commande est alors passée par la SS à l’imprimerie parisienne Charles Wauters & Fils.
Le 5 mai 1942, lors de la venue à Paris de Reinhard Heydrich, l'adjoint de Himmler à la tête des SS, une réunion avec Dannecker, chef, à Paris, de la section IV J de la Gestapo, chargé de la « question juive », Otto Abetz, ambassadeur d’Allemagne, et Carl-Theo Zeitschel, chargé des questions juives à l’ambassade, précise la formulation du texte de la huitième ordonnance allemande en cours d’élaboration et promulguée le 29 mai 1942. Elle sera imposée à tous les Juifs de plus de 6 ans dans la zone occupée.
Dès le 20 mai, les employés de l'UGIF apprennent que des insignes vont être distribués dans les commissariats de police.
En l'espace de deux semaines, trois étoiles par personne seront distribuées dans les commissariats par la police française, à environ 83 000 exemplaires sur Paris et sa banlieue, en échange d'un point textile sur les cartes de rationnement. Doivent porter l'étoile dès le début : les Français, les Allemands, les Belges, les Croates, les Néerlandais, les Polonais, les Roumains, les Slovaques, les Soviétiques, les Yougoslaves et les apatrides.

### De rares dérogations
Des dispositions dérogatoires existaient : l'ordonnance indiquait que « lors de circonstances spéciales, dans l'intérêt du Reich, des dérogations à l'ordonnance peuvent être prévues dans des cas isolés. »
Les exemptions devaient se limiter aux étrangers issus des pays belligérants (Grande-Bretagne, Canada, États-Unis, États ennemis d'Amérique centrale ou du Sud), pays neutres (Suisse, Espagne, Brésil, etc.) et des pays alliés de l'Allemagne (Italie, Turquie, Bulgarie et la Grèce occupée) pour éviter les représailles contre les ressortissants allemands ainsi que les interventions des pays neutres.

Dans sa lettre du 29 mai 1942 à l'ambassadeur de France, Fernand de Brinon, le général Carl Oberg, chef de la SS en France occupée, souligne :  

« [qu'il se] réserve la possibilité dans des cas particuliers, de procéder à des exceptions. Dans ces cas, le Juif exempté du port de l’insigne devra porter sur lui un certificat établi par le chef de la police de Sûreté et du service de Sûreté. »

Seront également exemptés les Juifs vivant en mariage mixte, si leurs enfants étaient reconnus comme non juifs.

Une note du 25 août 1942 de Heinz Röthke, chef du service juif à la SS de Paris, dresse une liste de 26 Juifs, officiellement exemptés du port de l'étoile jaune. Lisette de Brinon, née Franck, est inscrite en tête de liste. Elle est l'épouse de Fernand de Brinon, ambassadeur du gouvernement de Vichy à Paris. Suivent trois exemptions sollicitées par le maréchal Pétain. Dans une lettre du 12 juin 1942, adressée à Brinon, Pétain écrit : 

« Mon attention vient d'être attirée à plusieurs reprises sur la situation douloureuse qui serait créée dans certains foyers Français si la récente Ordonnance des Autorités d'Occupation, instituant le port d'un insigne spécial pour les juifs, était appliquée sans qu'il soit possible d'obtenir des discriminations naturelles et nécessaires.

Je suis convaincu que les Hautes Autorités Allemandes comprennent parfaitement elles-mêmes que certaines exemptions sont indispensables ; le texte de la 8e ordonnance les prévoit d'ailleurs. Et cela me semble nécessaire pour que de justes mesures prises contre les israélites soient comprises et acceptées par les Français.

Je vous demande donc d'insister auprès du Général Commandant les Troupes d'Occupation en France pour qu'il veuille bien admettre le point de vue que vous lui exposerez de ma part pour que M. le Commissaire Général aux Questions Juives puisse promptement obtenir la possibilité de régler par des mesures individuelles et exceptionnelles certaines situations particulièrement pénibles qui pourraient nous être signalées. »

Une inscription manuscrite du SS-Obersturmbannführer Karl Bömelburg, chef de la Gestapo, précise en allemand qu'il s'agit de cent cas. « La liste devra être contresignée par le chef du Gouvernement, Pierre Laval, et transmise à Carl Oberg, chef supérieur de la SS, responsable de la Question juive depuis le 5 mai 1942 ».
Le 3 juillet 1942, le docteur Bernard Ménétrel, l'éminence grise de Pétain, transmettra à Brinon seulement deux demandes précises d'exemptions : Marie-Louise de Chasseloup-Laubat née Stern  et sa sœur Lucie Stern, épouse de Pierre Girot de Langlade. « Je pense qu'à ces demandes pourrait être jointe celle de Mme la générale Billotte, dont je vous avais adressé la lettre reçue par le Maréchal, ainsi que copie de la réponse que je lui ai faite » précise le courrier. À la différence de sa sœur, Lucie Langlade - malgré sa conversion au catholicisme depuis 1911 - n'obtiendra pas d'exemption ni le protecteur statut d'aryenne d'honneur. Arrêtée, elle ne sera pas libérée malgré des interventions, et mourra en déportation. Le 20 janvier 1944, elle fera partie du convoi no 66 pour Auschwitz et sera envoyée à la chambre à gaz le 24 janvier.
Le cabinet de Pétain transmet trois demandes de dérogations dont celle de la générale Billotte, née Catherine Nathan, veuve depuis 1940 de Gaston Billotte, proche de Joffre et Pétain, gouverneur militaire de Paris de 1937 à 1939,.
Parmi les autres exemptions accordées, la comtesse Suzanne de Sauvan d'Aramon.
Outre les demandes « relationnelles » considérées comme « indispensables », la note de Röthke fait état de huit cas où l'exemption est accordée « pour de pressants motifs économiques ». Sept autres exemptions relèvent de demandes de l'AST (Abwehrstelle), les services de contre-espionnage ; l'une d'entre elles concerne concerne Josef Hans Lazar, chef de la propagande allemande en Espagne, six exemptions concernent des Juifs « travaillant avec la police anti-juive ». Parmi ces derniers se trouvait Moszek (Maurice) Lopatka, né à Varsovie en 1883. Léon Poliakov le considère comme le plus « terrible des informateurs juifs, employé par les services anti-juifs tant allemands que français. Responsable de l’arrestation de centaines de juifs qu’il faisait chanter avant de les dénoncer pour toucher des deux côtés » ; il sera fusillé à la Libération,.
L'ambassade d'Allemagne à Paris avait examiné d'autres demandes lors d'une réunion tenue le 17 juin 1942. « Le 25 août 1942, une note signée Heinz Röthke, chef du service juif de la SS de Paris, dresse une liste de 26 exemptions, accordées jusqu’au 31 août, avec prolongation possible de trois mois »,.
L'ambassadeur Abetz, avec Oberg, Rudolf Rahn, Zeitschel, Knochen et Hagen, discuteront des demandes d'exemption pour Louise Neuburger, veuve du philosophe Henri Bergson. Il sera également question du pianiste Kostia Konstantinoff, découvert juif tardivement et pilier de la programmation musicale de Radio-Paris.
Si aucune décision ne sera prise pour ces célébrités, en revanche le chef d'orchestre Marcel Lattès bénéficie d'une exemption à compter du 15 mai 1943, jusqu'au 15 septembre 1943, qui lui a permis de travailler. Mais, le 15 octobre 1943, la police vient le chercher à son domicile parisien. Il sera déporté à Auschwitz par le convoi no 64 du 7 décembre 1943 et mourra le 12 décembre à 57 ans.
Les marchands d'art Allan Loebl, Emmanuel Loebl et Hugo Engel obtiennent des exemptions sur intervention de Hans Posse, chargé par Hitler des acquisitions pour son musée de Linz en Autriche,.
La situation qui restait favorable à certaines nationalités évoluera très vite : le 16 juillet 1942 (décision préparée le 8), les Juifs hongrois sont astreints à l’étoile par un complément à la 8e ordonnance. Les Juifs russes vivant en France doivent aussi porter l’étoile, qu’ils viennent ou non des territoires occupés. Le 4 septembre, on envisagea d'étendre la mesure aux Juifs bulgares, mais il n'y eut pas de suite (les archives des administrations françaises sont formelles à ce sujet).

#### Refus de dérogation

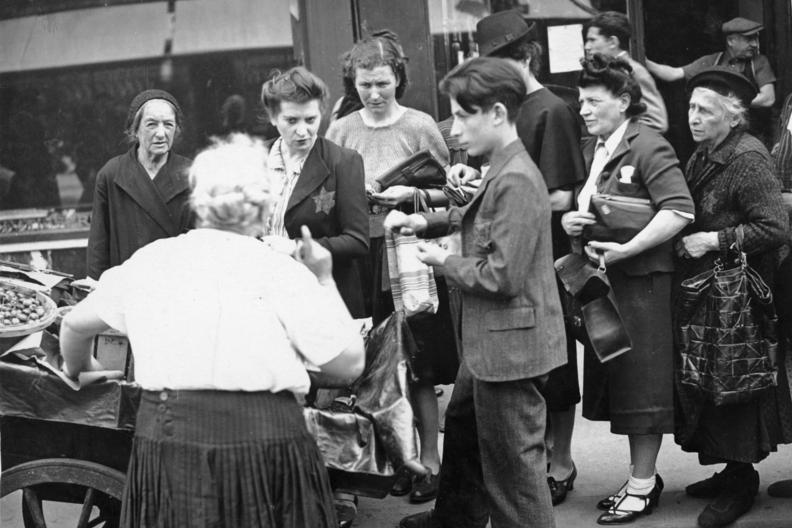
Juifs achetant des aliments dans une rue de Paris (8 juin 1942).

Parmi les nombreuses demandes de dérogation pour des personnalités, la majorité n'obtient pas gain de cause.
La veuve de Fernand Widal de l’Académie de médecine, Sarah-Marcelle Widal née Ulmann, avait en 1942 le soutien notamment du Pr René Leriche, président de l’Ordre des médecins ; et Pétain, ami de Widal, avait été en 1936 le témoin de mariage de son fils Pierre Widal ; mais elle n'obtiendra pas de dérogation. Elle meurt six mois plus tard à 70 ans.
Dans une lettre du 15 juin 1942 adressée au colonel Simonin, commandant du régiment des sapeurs-pompiers de Paris, il est indiqué qu'on ne peut accorder d'exemption aux 28 caporaux et sapeurs-pompiers juifs, y compris pour la tenue de feu. Seul, le pompier Albert Lévy de Bordeaux obtiendra momentanément l'autorisation d'exercer son métier dans les cuisines des sapeurs-pompiers sans porter d'étoile mais sera rattrapé par la loi puis assassiné à Auschwitz-Birkenau en 1944.
Maurice Goudeket, « engagé volontaire 14-18, médaillé militaire, croix de guerre, croix du combattant, blessé cité », marié en 1935 à la célèbre écrivaine Colette voit la demande de son épouse refusée par un courrier de Joseph Antignac, du 19 juin 1943,,.

### Étoile jaune pour des rues

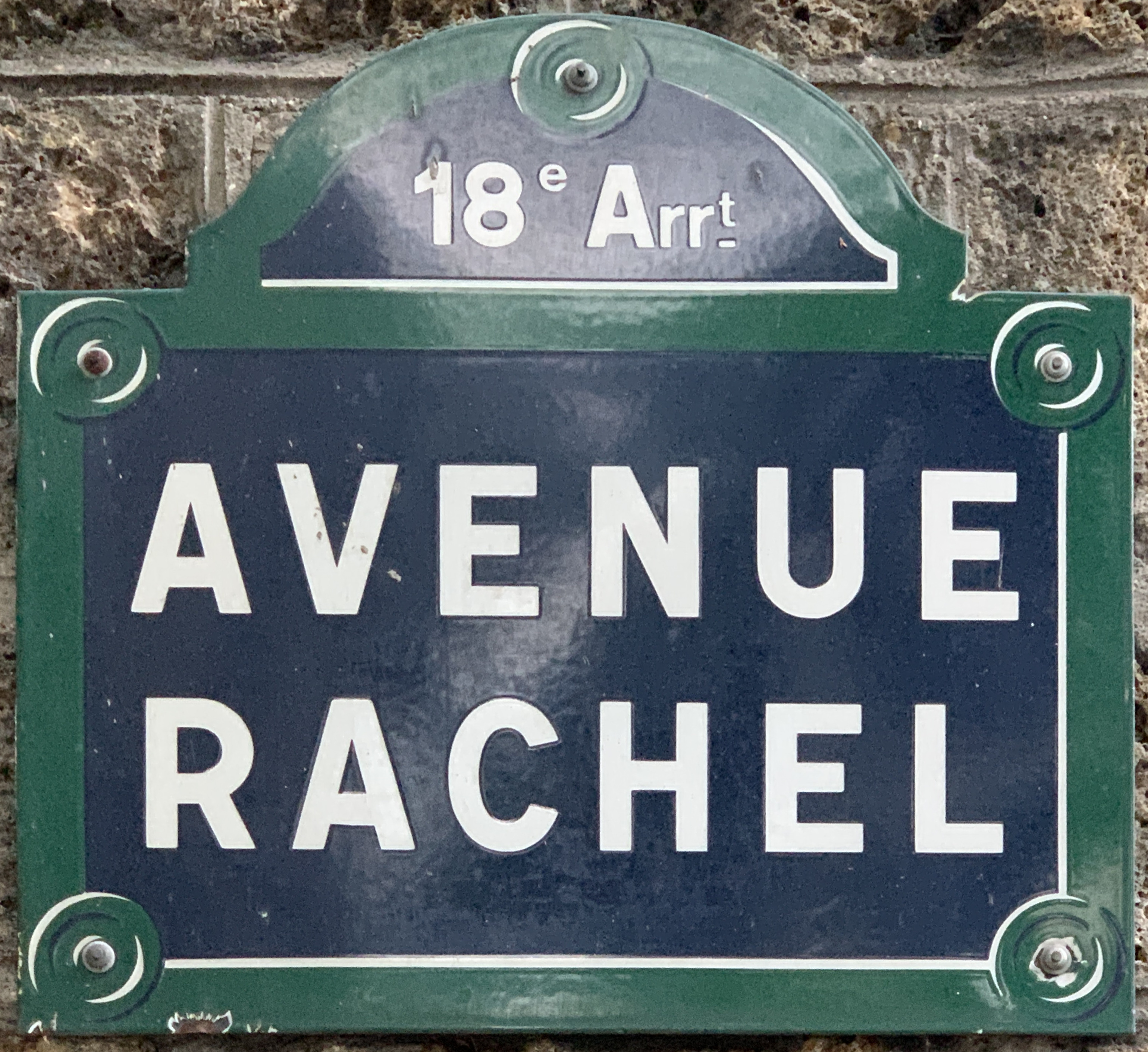
Plaque à Paris 18e.

A Paris, l'avenue Rachel, menant au cimetière de Montmartre, porte le nom de la grande tragédienne (1821-1858) depuis 1899, mais sous l'Occupation, cette rue fait partie de celles que le capitaine Paul Sézille, directeur de l'Institut d'étude des questions juives, voulait marquer d'une étoile jaune, en raison de l'origine juive de l'actrice du XIXe siècle ; ce projet n'aboutira pas.

### Étoile jaune et zone libre
L'étoile jaune n'a pas été portée en zone libre, même après son invasion, le 11 novembre 1942, par les Allemands et les Italiens à la suite du débarquement allié en Afrique du Nord, « malgré des pressions renouvelées jusqu'en 1943 ». En septembre 1942, Röthke, lors d'un entretien avec Jean Leguay, secrétaire général de la police, avait évoqué la déportation en zone libre en proposant la dénaturalisation des Juifs.
Pétain s'opposa fermement au port de l'étoile jaune en zone libre, mais son gouvernement accepta l'apposition de la mention « Juif » sur les papiers d'identité en décembre 1942 (à la suite de l’invasion de la zone sud). « Tant que je serai vivant, je n'accepterai jamais que cette ignominie qu'est l'étoile jaune soit appliquée en zone sud » déclara-t-il au grand-rabbin Schwartz.

### Réaction des autorités religieuses
Le pasteur Marc Boegner, président de la Fédération protestante de France, écrira à Pétain le 12 juin 1942 pour lui exprimer « la douloureuse impression éprouvée par les Églises de son ressort devant les nouvelles mesures prises par les autorités d'occupation à l'égard des Israélites ». Et le pasteur André Bertrand, un de ses vice-présidents, adressera une lettre aux pasteurs de la zone occupée rappelant « l'égalité des races devant Dieu ».
L'archevêque de Paris, le cardinal Suhard, plaidera pour des demandes d'exemptions. Dans son sermon du 7 juin 1942, à la Sainte-Chapelle, le prédicateur dominicain prendra position contre l'étoile au nom du cardinal, rappelant que « les Juifs et les Chrétiens sont des frères »,. Le cardinal Suhard autorisera aussi le chanoine Jean Rupp, à qui un groupe de jécistes avait demandé d'intervenir, à prononcer quelques mots de protestation en chaire de l'église de la Sorbonne, parlant d'une « mesure incompréhensible pour l’âme française et où elle se refuse de se reconnaître ».
À Vichy, rapporte Georges Wellers, « le RP Victor Dillard, devant ses fidèles de l'église Saint-Louis, les invite à prier pour les 80 000 juifs que l'on bafoue en leur faisant porter l'étoile jaune ».
L'abbé Jean Flory, curé de Montbéliard, lors de la messe de minuit de 1942, en présence d'Allemands en uniforme, avait fait porter par les enfants de chœur en procession un enfant Jésus à l'étoile jaune. Dans la crèche, Joseph et Marie portaient aussi l'étoile. L'affaire n'aura pas de suite.
Le statut des Juifs obligea l'archimandrite de Meudon, Serge Feffermann, haut dignitaire de l'Église russe orthodoxe, à porter l'étoile jaune. Dans une lettre au CGQJ du 17 décembre 1942, il demande à ne plus porter l'étoile, après avoir rappelé avoir quatre grands-parents juifs et sa conversion à 16 ans : « Un demi-siècle passé au service de l'Église catholique orthodoxe pouvait me faire croire que jamais rien ne me rappellerait ma lointaine origine israélite. Or, actuellement, à cause de règlements, peut-être trop rigoureusement interprétés, je suis astreint à porter l'étoile de Sion, que j'ai reniée à jamais, et qui comporte le plus douloureux sacrifice qui puisse être imposé à un prêtre, celui de ne pouvoir participer à la célébration de service religieux ». Sa demande sera rejetée le 27 février 1943.
Les Juifs sépharades, qui figuraient parmi les dérogations du second statut des Juifs accordées aux anciens combattants, ont fait l'objet de demandes d'exemption générale des mesures anti-juives. En juillet 1942, le directeur du Statut des personnes au Commissariat général aux questions juives demandera même conseil au consul général d'Espagne à Paris. Bernardo Rolland répondra que « la loi espagnole ne fait aucune distinction du fait de leur confession entre ressortissants espagnols », et il prônera de ne pas appliquer le statut aux sépharades. Les mères israélites sépharadiques adressèrent une lettre au maréchal Pétain en ce sens. Darquier de Pellepoix, commissaire général aux questions juives, mettra un terme aux hésitations en septembre 1943 en décidant l'application du statut.

### Autres signes distinctifs imposés par le régime nazi

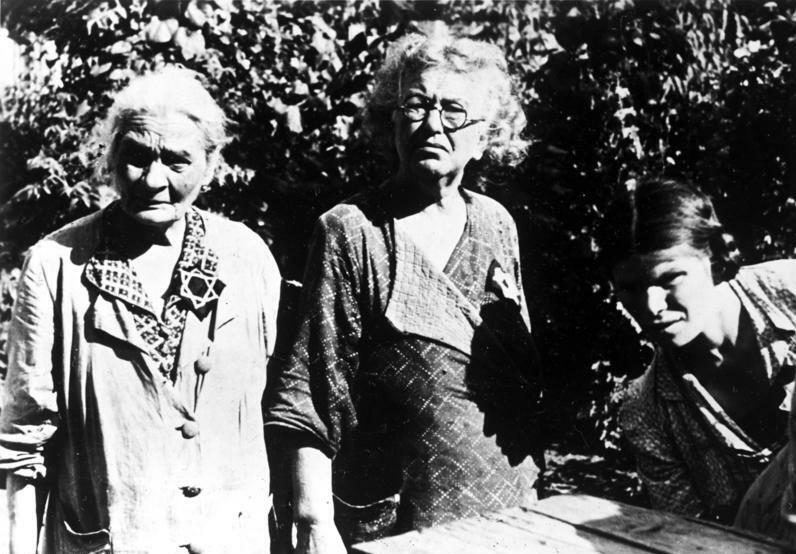
Femmes portant une étoile blanche sur fond noir, ghetto de Chisinau en Moldavie (août 1941).

En Pologne, les Allemands obligèrent les Juifs de plus de douze ans à porter un brassard blanc avec une étoile de David bleue au centre, sur le bras droit. En Croatie, le brassard était jaune avec une étoile noire au centre.
En Roumanie, à partir du 3 septembre 1941, le port de l'étoile sera étendu à l'ensemble du pays : une étoile noire sur fond blanc. Dans l'armée, le grade des juifs est représenté par des étoiles jaunes, le port des feuilles de chêne sur la casquette leur étant interdit.

## Port de l'étoile jaune

### Ne pas porter l'étoile: quels risques?
L'étoile jaune devait être solidement cousue. Ne pas la porter ou même la dissimuler constituaient des infractions à l'ordonnance allemande, et un motif suffisant de déportation. Un Juif sans étoile prenait également un risque accru de dénonciation.
«… entre 850 et 900 personnes ont été arrêtées par la SEC entre l’automne 1942 et l’été 1944, et parmi elles, environ 650 ont été déportées… D’après les registres de la SEC, tenus entre le 15 juin 1943 et le 14 juillet 1944, sur 568 personnes arrêtées, 283 l’ont été pour infractions aux ordonnances allemandes, soit 50,7 % (port de l’étoile et interdiction de fréquenter les magasins sauf de 15 à 16 heures) ».
Louise Jacobson, une lycéenne de 17 ans, arrêtée chez elle, rue des Boulets dans le XIe arrondissement de Paris, par la police française. Incarcérée à Fresnes le 1er septembre 1942, Drancy, Beaune-la-Rolande, elle sera déportée par le convoi no 48 du 13 février 1943 et mourra gazée à son arrivée à Auschwitz. La jeune fille a laissé six mois de lettres émouvantes écrites pendant sa captivité, que sa sœur publiera en 1989, adaptées au théâtre sous le titre Les lettres de Louise Jacobson.
Le 8 décembre 1942, l’inspecteur zélé Robert Douillet interpelle dans le métro Albert Morhaim âgé de 18 ans qui ne porte pas d’étoile, et le conduit au siège de la SEC où il est brutalisé. Quelques heures plus tard, Douillet et un autre inspecteur se rendent chez les parents du garçon, à Champigny-sur-Marne, et les arrêtent avec deux autres enfants, Roger et Rachel. Les cinq membres de cette famille sont déportés le 11 décembre 1943 dans le convoi n° 47 puis assassinés.
La philosophe Élisabeth de Fontenay rappelle que toute la famille de sa mère (née Hornstein) est morte à Auschwitz : « la mère de ma mère, la sœur de ma mère et son mari, ainsi que leurs deux enfants qui avaient le même âge que moi et mon frère. Micheline et Daniel Feinstein, 11 ans et 9 ans… Ils ont été déportés en mars 1944. Dénoncés, probablement par des voisins. Aucun d'entre eux n'avait jamais porté l'étoile jaune ».

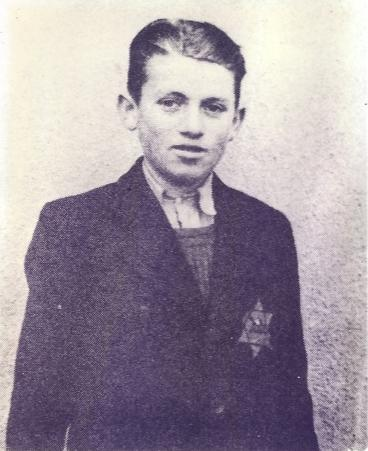
Adolescent portant l'étoile jaune.

Des enfants qui ne portaient pas l'étoile sont aussi dénoncés et arrêtés : Sylvie Rosenthal, 12 ans, internée au camp de La Lande, précédemment réfugiée à Pornic avec sa mère et son frère puis à Angers, est déportée à Auschwitz par le convoi n° 36 parti de Drancy le 23 septembre 1942, qui comptait 29 enfants et 4 adolescents, de 1 an à 15 ans, domiciliés à Tours ; tous assassinés. Colette Rozen, 12 ans également, scolarisée à Wassy, est arrêtée dans sa salle de classe le 27 janvier 1944 puis est déportée à Auschwitz, après ses parents déportés deux ans plus tôt.
On peut aussi être déporté pour avoir « mal porté » son étoile. Le 15 mars 1943, Chil Kelerman est arrêté car à ce moment, il « changea de main une serviette en cuir qu’il portait sous son bras et qui dissimulait son étoile » ; il est déporté le 25 mars 1943. Le 12 janvier 1944, rue des Poissonniers, l’inspecteur Fournier « a remarqué une femme présentant toutes les caractéristiques de la race juive, qui se livrait à différentes emplettes (…) en dehors des heures prescrites et dissimulait son étoile sous une pèlerine de lainage » ;  ainsi, Rebecca Goldberg, âgée d'une soixantaine d'années, est déportée une semaine plus tard dans le convoi n° 66. Le 24 mars 1944, Léa Beer est arrêtée « sous prétexte que le voile de deuil qu’elle portait cachait son étoile » ; elle sera déportée début mai 1944.
Dans certaines circonstances, ne pas porter l'étoile a pu aussi sauver la vie. Dans le Mémorial des enfants juifs déportés de France, Serge Klarsfeld cite le témoignage de Sarah Lichtstein, arrêtée à 14 ans, avec sa mère, lors de la rafle du Vél d'Hiv', le 16 juillet 1942 :

« Je ne porte pas l'étoile jaune. Des autobus arrivent sans cesse et, pendant que la police s'occupe des nouveaux venus, je m'avance un peu sur le trottoir. Un agent s'approche de moi et me demande : « Qu'est-ce que vous faites là ? » Je réponds : « Je ne suis pas juive, je suis venue voir quelqu'un ». « Foutez moi le camp, vous reviendrez demain » dit-il (…) Je prends la rue Nocard, en face du Vél d'Hiv' et là, je la suis n'osant me retourner, tremblant qu'on me rappelle et le cœur lourd d'avoir laissé maman. Au bout de la rue un agent arrête les gens qui veulent entrer. Je m'avance le cœur battant, mais il me laisse passer croyant que j'habite un immeuble de cette rue. Sarah retrouvera sa mère qui avait pu s'échapper une demi-heure plus tard. Après deux années de répit, dénoncées, elles seront déportées à Auschwitz par le convoi no 75 du 30 mai 1944, mais elles ont survécu. »

### Ils ont refusé l'étoile
Plusieurs personnalités n'ont pas porté d'étoile jaune, parmi elles Robert Debré, Max Jacob, Louise Jacobson (17 ans) et Françoise Giroud.

#### Robert Debré
Volontairement, Robert Debré n'a pas porté l'étoile jaune. Dans ses mémoires, il revient sur son choix : 

« Personnellement j’étais bien décidé à ne pas obéir à cette mesure nouvelle pas plus qu’aux précédentes » écrit-il. « Pour éviter toute complication, Élisabeth de La Panouse de La Bourdonnaye, qui sera sa seconde épouse, retira une étoile jaune au commissariat de police. Elle avertit le commissaire de police que je ne la porterais point. Il enregistra cette déclaration, et je rangeai le petit morceau d’étoffe dans un tiroir où devait le rejoindre plus tard, parmi les objets du souvenir, mon brassard FFI arboré pendant la libération de Paris. J’étais convaincu, comme plusieurs d’entre nous, que cette désobéissance n’augmenterait guère les risques car nous fûmes assez nombreux à prendre cette attitude. Sans nous être entendus, agirent de même les deux autres membres de ma famille astreints à cette obligation et alors présents à Paris : le professeur Jacques Hagueneau, mon cousin, qui échappa de justesse un peu plus tard à la Gestapo, et un autre cousin, Paul Dennery, qui fut arrêté place de la Madeleine et dont on n’eut plus jamais de nouvelles. »

En mai 1943, il sera inquiété par la police française alors qu’il se rend sans étoile à l’Académie de médecine. Dans son rapport d’enquête, l’inspecteur Henri Soustre, indique avoir interrogé le médecin à son domicile : « Le Pr Debré déclare être Juif et ne pas porter l’étoile et avoir été relevé de toutes les interdictions portées au statut des Juifs par décret du 5 janvier 1941 pris en Conseil des ministres ».
L’enquêteur précise que ce décret n’est pas signé de Pétain mais du secrétaire d’État à l'Éducation nationale, Jérôme Carcopino, le 11 juillet 1941, réintégrant le Pr Debré dans ses fonctions à l’Académie avec effet rétroactif : « D’après ses dires, ces faits seraient connus des autorités occupantes qui auraient toujours fait exception pour lui. »
Le rapport poursuit : « Récemment son téléphone ayant été supprimé à la suite d’une dénonciation, les autorités occupantes le lui ont fait remettre immédiatement. Le Pr Debré ajoute qu’il s’est présenté à plusieurs reprises dans les bureaux allemands sans porter l’étoile. Au moment du port de l’étoile, une demande à la préfecture de police a été faite, il lui aurait été répondu qu’il était dans un cas spécial en vertu de ce même décret ».

#### Max Jacob

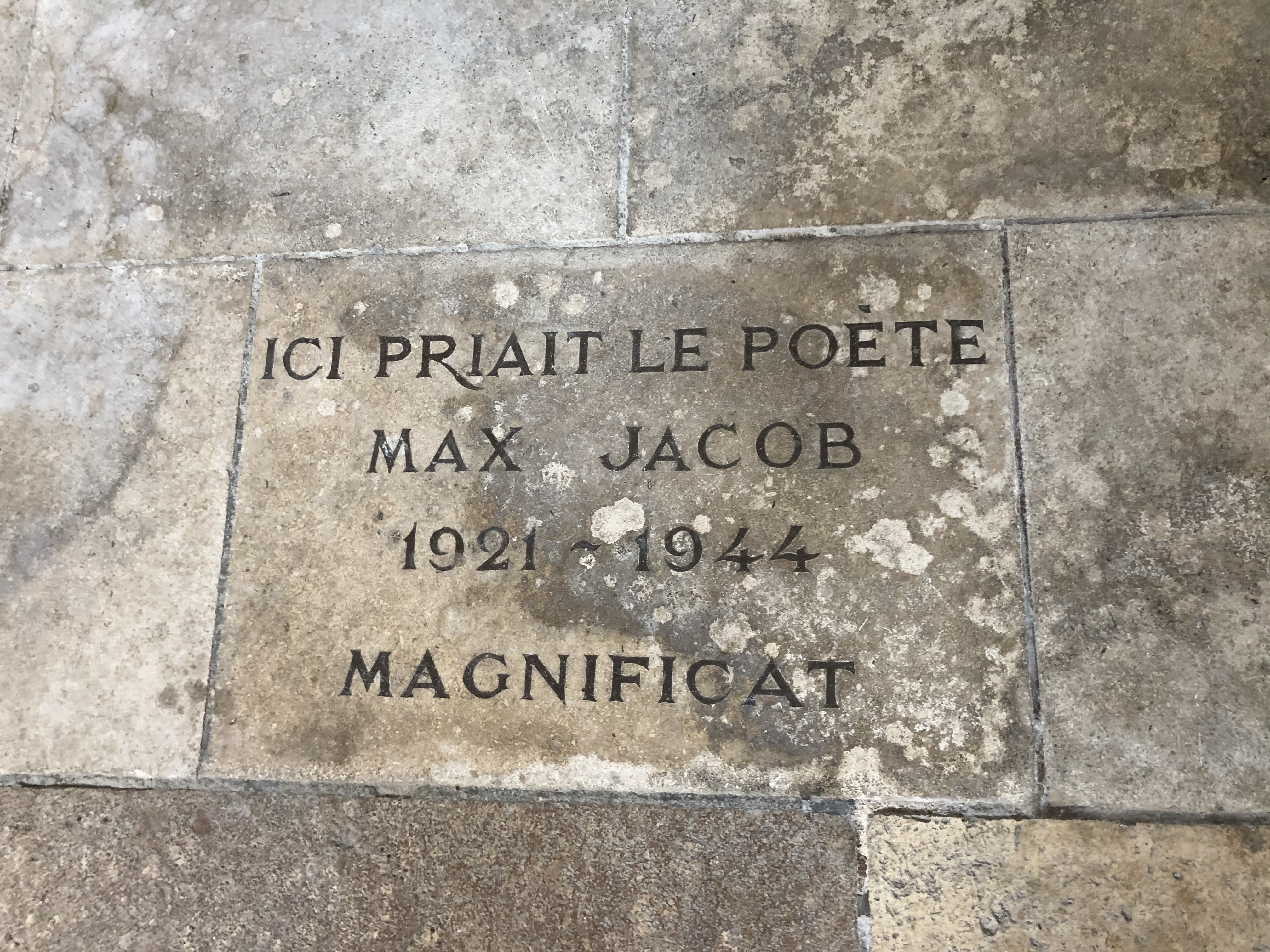
Plaque dans La Chapelle de l'Abbaye de Saint-Benoît-sur-Loire : endroit où Max Jacob priait au moment de son arrestation.

Né de confession juive, converti au catholicisme à 40 ans et oblat, Max Jacob (1876-1944) a été surnommé « le poète à l’étoile ». « Deux gendarmes sont venus enquêter sur mon sujet, ou plutôt au sujet de mon étoile jaune. Plusieurs personnes ont eu la charité de me prévenir de cette arrivée soldatesque et j’ai revêtu les insignes nécessaires » écrit-il dans une lettre alors qu’il s’est réfugié à Saint-Benoît-sur-Loire.
Dans son poème Amour du prochain, initialement intitulé L'Etoile jaune des juifs et dédié à son ami le poète Jean Rousselot, il écrit :
« Qui a vu le crapaud traverser une rue ? C’est un tout petit homme, une poupée n’est pas plus minuscule. Il se traîne sur les genoux : il a honte, on dirait…? Non ! Il est rhumatisant. Une jambe reste en arrière, il la ramène ! Où va-t-il ainsi ? Il sort de l’égout, pauvre clown. Personne n’a remarqué ce crapaud dans la rue. Jadis personne ne me remarquait dans la rue, maintenant les enfants se moquent de mon étoile jaune. Heureux crapaud, tu n’as pas l’étoile jaune. »

Dans une lettre, il compare l’étoile à une « étiquette » :
« Je t’ai expliqué qu’il m’est impossible de voyager avec l’étiquette jaune sans me livrer aux fantaisies inculpatoires de la police (…) Vous ne le comprenez pas parce que vous ne savez pas de quelle manière la police se conduit vis-à-vis de nous : les rafles, etc. Et y aller sans étiquette c’est être en faute, donc en péril. Ici, je vis comme je veux ».
Finalement, il est arrêté par la Gestapo d'Orléans le 24 février 1944, avant d'être déporté au Camp de Drancy, où il meurt d'épuisement deux semaines plus tard.

#### Avocats et notaires
Chez les avocats et notaires juifs, certains envisageront une action collective de protestation.
Le 5 juin 1942, Carltheo Zeitschel, expert aux Questions juives à l’ambassade d’Allemagne, s’adresse en ces termes à Dannecker : « Le Comte de Brinon, Secrétaire d’État, a appris que les avocats et notaires Français projettent un manifeste et recueillent des signatures dans l’intention de faire exempter leurs collègues juifs du port de l’étoile jaune. Darquier de Pellepoix a l’intention de faire arrêter tous les avocats qui prendront part à cette action. L’ambassade n’y voit pas d’inconvénient. Prière au SD de prêter son appui à cette mesure énergique en faveur des ordonnances allemandes. »  En marge la mention « À Drancy ! » est rajoutée à la main,.
Le 15 juillet 1942, Heinz Röthke demande une enquête qui n'aboutit pas en raison des vacances judiciaires, et le bâtonnier Jacques Charpentier refuse de faire appliquer la 8e ordonnance. Il répond que douze à quatorze avocats juifs sont encore en fonction qu'ils « ne portent pas l'étoile, volontairement, malgré les observations faites ».

### Port par des non-juifs
En France, par défi, un certain nombre de non-Juifs, en particulier les zazous, se sont affichés avec une étoile jaune portant l'inscription « Swing » à la place du mot « Juif ».
Une légende veut que, durant l'occupation du Danemark par l'Allemagne nazie, le roi Christian X, voire selon les versions, la population non-juive dans son ensemble, portaient aussi l'étoile jaune afin de soutenir leurs concitoyens juifs en rendant inefficace la mesure de l'occupant. Toutefois, la mesure n'a pas été imposée au Danemark ; cette histoire est par conséquent fausse.
On retrouve la même légende avec le sultan Mohammed V du Maroc, alors que le territoire marocain ne fut jamais sous occupation allemande. Il refusa de promulguer l'ordonnance allemande dans le protectorat français en répondant au représentant de l'administration coloniale : « Il n'y a pas de juifs au Maroc, il y a seulement des sujets marocains ». Néanmoins, il avait signé un dahir(décret) le 13 octobre 1940 (10 jours seulement après l’adoption du premier « statut des juifs » de Vichy), puis le 5 août et le 19 août 1941 instaurant l'exclusion de la fonction publique, le numerus clausus dans les professions libérales, et l'obligation de vivre dans les mellahs, les quartiers juifs .

### Dérogations contestées de Papon
À la 68e journée d'audience de son procès, Maurice Papon, l'ancien secrétaire général de la préfecture de Gironde, évoque ses interventions pour « sauver des juifs ». Il estime à « au moins 150 personnes libérées ou exemptées des convois entre 1942 et 1944 » et assure que son service des questions juives accorde « 1 182 dérogations au port de l'étoile jaune, ce qui donnait une chance supplémentaire aux juifs d'échapper aux Allemands ». Ces dérogations auraient concerné 951 Français et 231 étrangers.
Michel Slitinsky, partie civile à l'origine du procès, conteste ces chiffres en les ramenant à seulement 11 dérogations accordées.

## Témoignages
- Le compositeur Serge Gainsbourg, faisant allusion à l'Occupation où, enfant, il fut obligé de porter l'étoile jaune, dira avec ironie mais non sans ressentiment que c'était une « étoile de shérif » dans sa chanson Yellow Star.
- Daniel Kahneman, prix « Nobel » d'économie 2002 :

« Alors que les juifs devaient porter l'étoile jaune et respecter un couvre feu à six heures, je rentrais tard après avoir été jouer avec des camarades chrétiens. Alors que je marchais dans la rue, un soldat allemand s'approche. Il portait l'uniforme noir des SS que l'on m'avait appris à craindre plus que tout. Alors que j'accélérais le pas, arrivant à son niveau, je notais qu'il me regardait intensément. Il s'est penché vers moi, m'a pris puis serré dans ses bras. J'étais terrifié qu'il ne remarque mon étoile sous mon chandail. Il me parlait avec émotion, en allemand.

Il a desserré son étreinte, ouvert son porte-monnaie, montré la photographie d'un petit garçon et donné de l'argent. Je suis rentré à la maison, plus convaincu que jamais que ma mère avait raison : les gens sont infiniment compliqués et intéressants. »

- Marcel Aymé s'est révolté contre le port de l'étoile.

Henri Jeanson rapporte : « L’apparition de l’étoile jaune souleva la colère des Parisiens et ils surent la manifester, cette colère, à leurs risques et périls. Je me souviens très bien que Marcel Aymé, dont l’impassibilité n’était qu’apparente, écrivit alors sous le coup d’une émotion, qu’il ne put ni ne voulut maîtriser, un article d’une violence inouïe contre les responsables de ces mesures ignobles et humiliantes qui nous atteignaient tous. Cet article, il le proposa en toute innocence à un journal. L’article fut accepté, composé et soumis à l’obligatoire censure allemande qui, comme prévu, en interdit la publication. À l’imprimerie, les typos en tirèrent alors de nombreuses épreuves à la brosse et se firent un devoir de les distribuer autour d’eux avec prière de faire circuler. »

## Dans d'autres pays

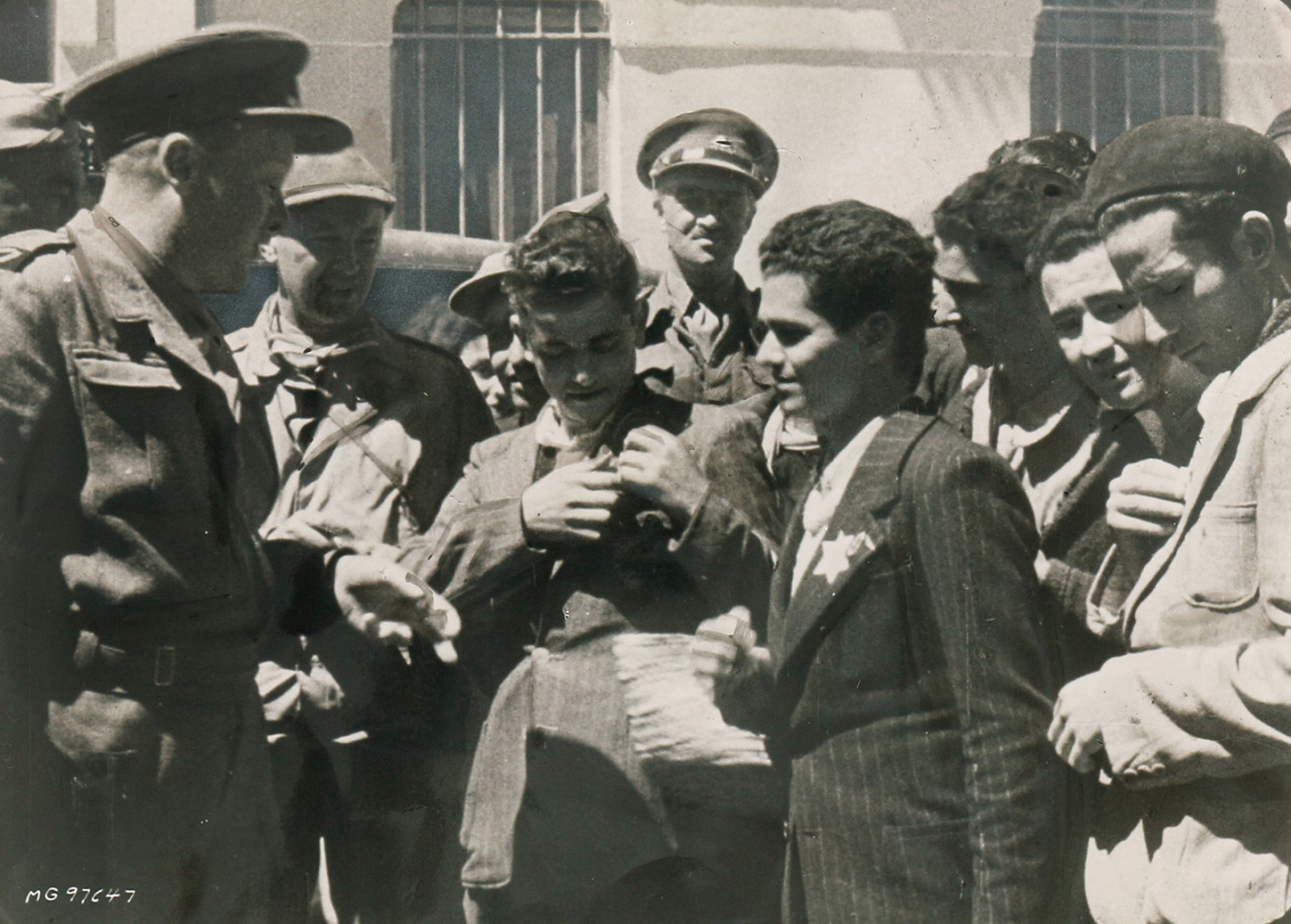
Jeunes juifs tunisiens retirant l'étoile jaune de leur revers, face à des soldats alliés, dans un village tunisien (1943).

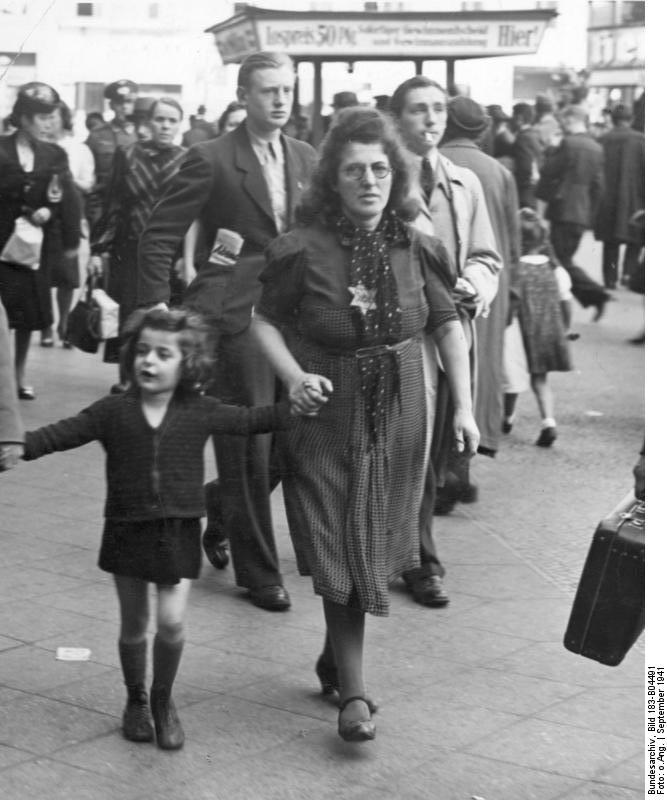
Mère juive et sa fille dans les rues de Berlin (1941).
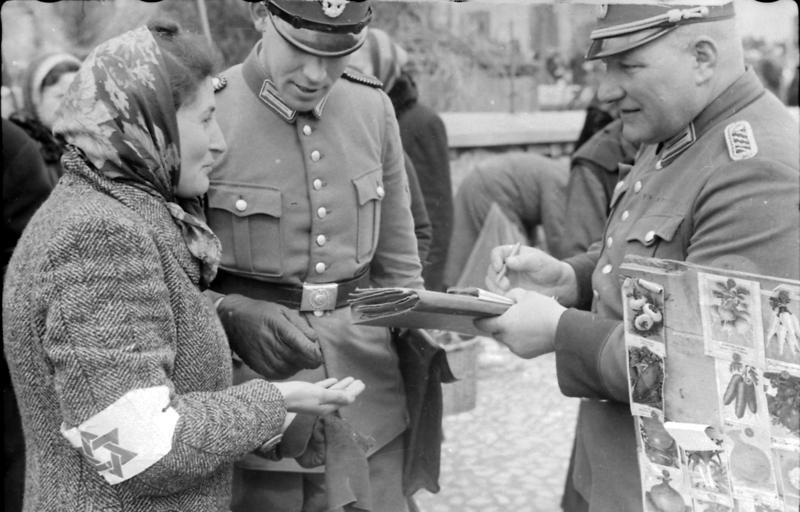
Femme portant un brassard frappé de l'étoile jaune contrôlée par la police allemande en Pologne (mai 1941).
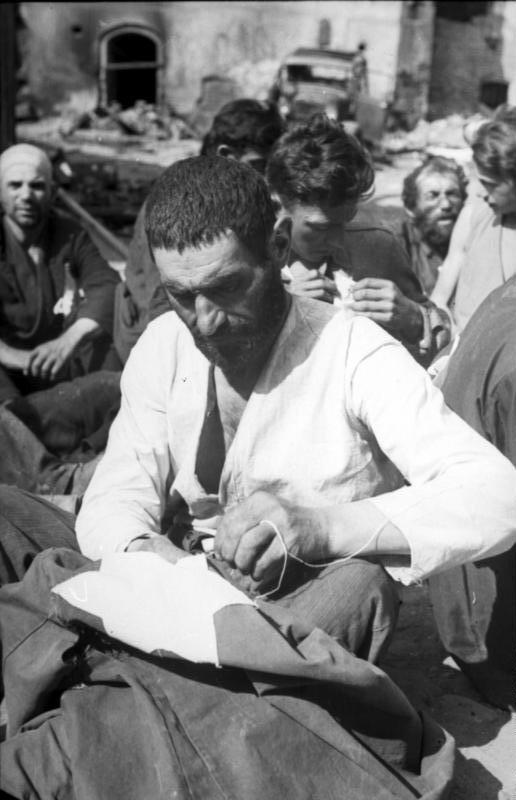
Travailleurs forcés de Mahiliow (Biélorussie) devant coudre une immense étoile sur leur vêtement (juillet 1941).
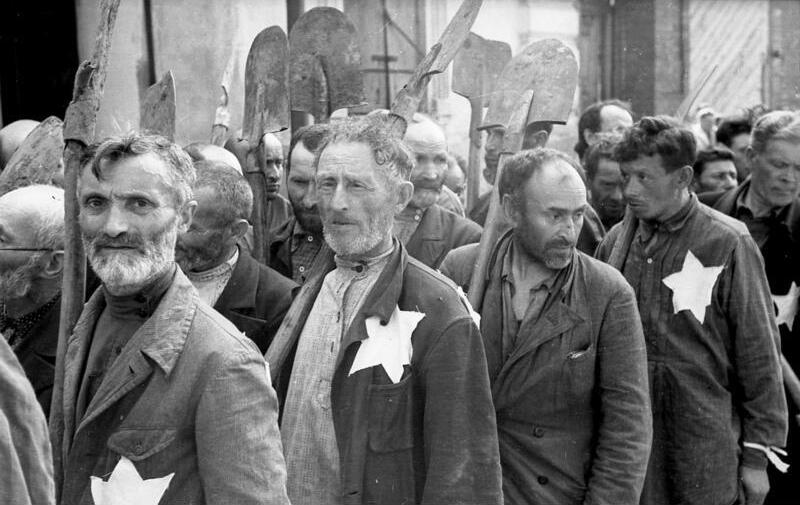
Travailleurs forcés juifs de Mahiliow (juillet 1941).
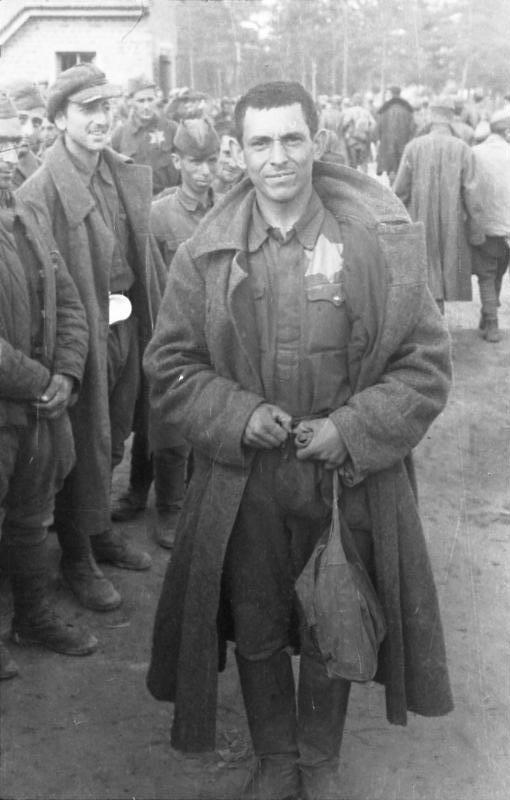
Prisonniers de guerre juifs soviétiques marqués de l'étoile jaune (août 1941).
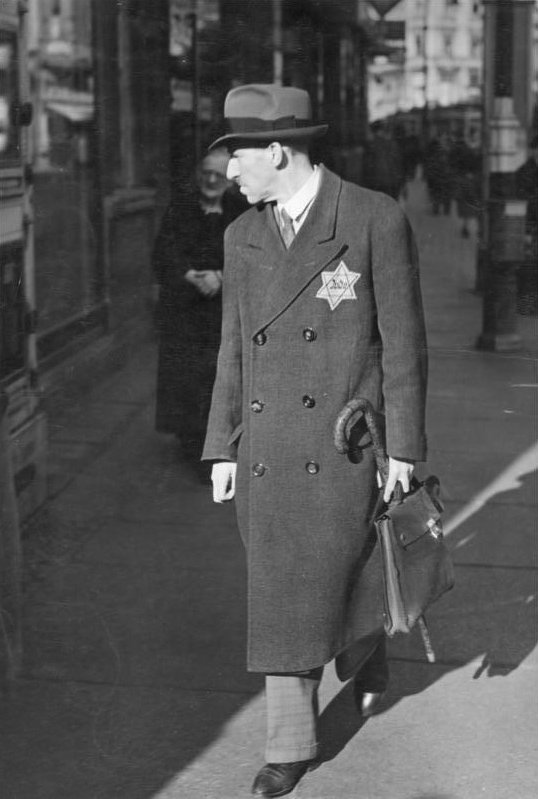
Homme frappé de l'étoile, peut-être à Berlin (septembre 1941).
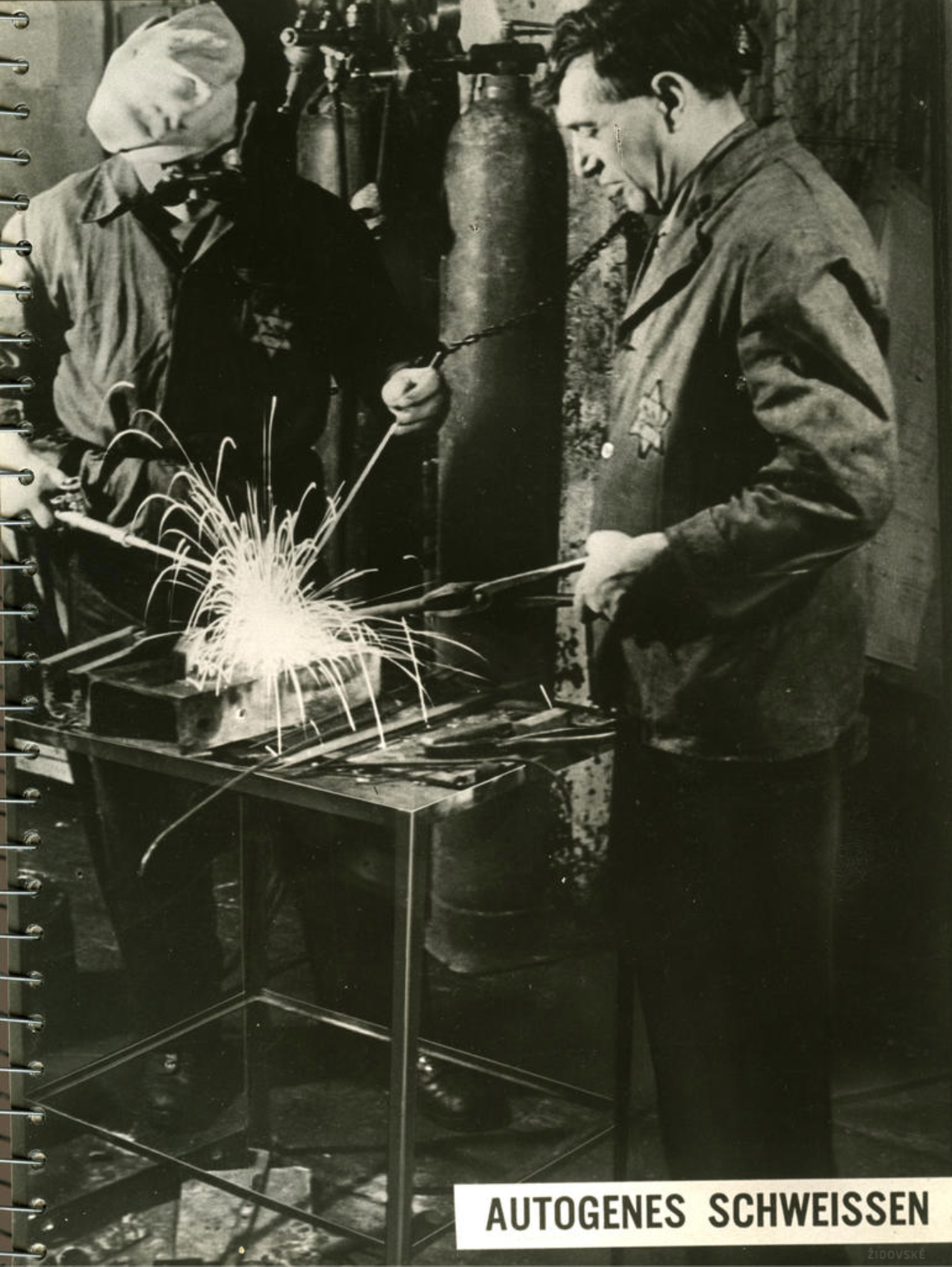
Ouvrier soudeur juif (Bohême-Moravie, 1943).
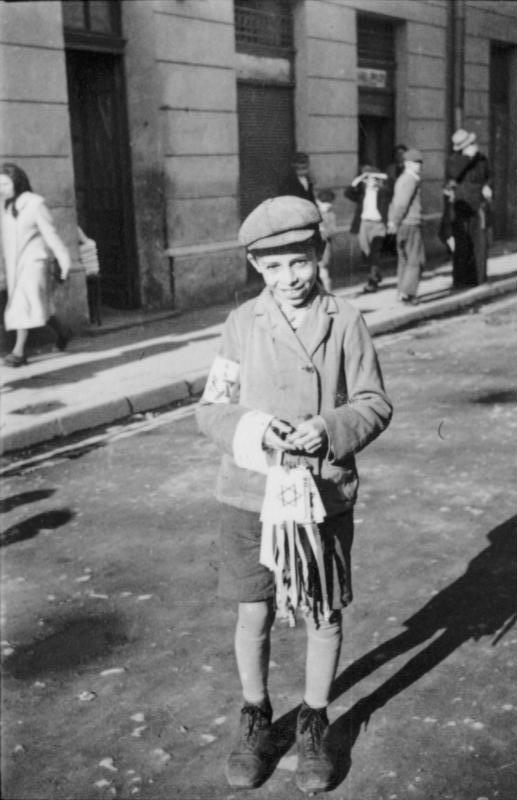
Garçon à Radom portant un brassard à l'étoile de David.
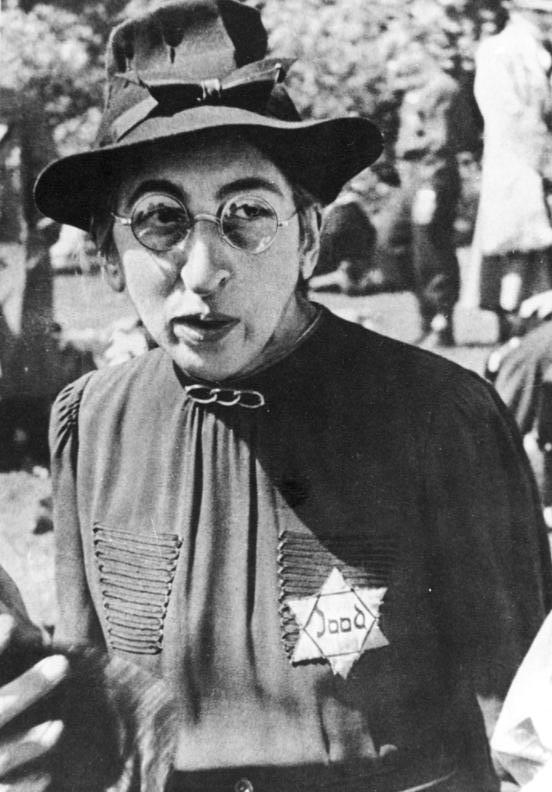
Aux Pays-Bas : photo de prise lors de la rafle du 20 juin 1943 à Amsterdam.